# Danny Pink
Daniela Simi Gariba, mais conhecida como Danny Pink (Ribeirão Preto, 11 de maio de 1989), é uma apresentadora de televisão, cantora e compositora brasileira.

## Biografia
Ao participar de um programa da TV Thathi, de Ribeirão Preto, uma das diretoras da emissora interiorana a chamou para apresentar o programa "Brincadeira de Criança", após participar com desenvoltura e sucesso de outro programa. Danny Pink permaneceu na TV Thathi por cinco anos. (2000 - 2005)
Em 2 de maio de 2005, Danny Pink entrou em rede nacional pela Rede Vida, apresentando de segunda a sexta, às 8h da manhã, o programa Hora de Brincar, cujas atrações envolviam artesanatos, quadros musicais e brincadeiras infantis.
Em dezembro de 2007, lançou seu segundo álbum solo, chamado Hora de Brincar, com composições próprias. Após três anos, Danny lançou seu terceiro CD solo, chamado HDB2, também com composições próprias, no qual uma de suas músicas, "Fadinha Encantada", trouxe para a apresentadora o apelido carinhoso de "Fadinha", como ainda é chamada pelas crianças.
Danny Pink lançou ainda alguns singles de sucesso entre os anos de 2010 e 2011, voltados para o público juvenil, iniciando uma nova fase da apresentadora e mostrando um lado mais maduro, que as crianças também apreciaram. Como destaques, trouxe o single da música "Não Vou Estar Aqui", que teve clipe gravado em Miami, nos EUA. Pouco tempo depois do lançamento, o vídeo já alcançava os Trending Topics, com um dos assuntos mais comentados do Twitter. O videoclipe ainda foi exibido na MTV. A música “Não Vou Estar Aqui” foi composta pela própria artista e também por Renan Augusto, da dupla Fábio & Renan. Outro destaque também foi o cover da música "This Is Me" de Demi Lovato, cujo clipe ganhou oito menções honrosas no site YouTube, no qual ficou entre os mais comentados, mais adotados como favoritos e melhor avaliadosVídeo no YouTube
Em 2011, Danny Pink ficou durante um ano no Programa Raul Gil, como jurada do quadro "Jovens Talentos Kids".
Em outubro de 2012, gravou seu DVD infantil pela Universal Music. No DVD, Danny Pink apresentou seus quatro novos amigos: Lira, Nina, Dudu e Fred, os "Ursinhos Quadrados".
Em 2013, emplacou a música "Amigas", composta por Arnaldo Saccomani e cantada por Danny Pink, especialmente para a novela Chiquititas do SBT, gravada em 2013. No ano de 2015, a música já migrava para mais de três milhões de acessos no site YouTube Atualmente a faixa já ultrapassou 8.642.411 visualizações. 
Em junho de 2013, Danny Pink lançou o CD e o DVD intitulados "Danny Pink e os Ursinhos Quadrados", juntamente com os ursinhos de pelúcia. Esse foi o primeiro álbum ao vivo da artista, o CD foi gravado no Boom Kids Festival - maior festival de música infantil de 2012 no dia das crianças - e lançado no ano posterior, além dos sucessos já conhecidos pelas crianças de álbuns anteriores, como: "Vem Brincar""Energia" e "Sonhar". O álbum ainda trouxe nove canções inéditas compostas por Danny Pink e Lu Chaves. O sucesso do disco fez Danny Pink receber um disco de ouro da Universal Music. As músicas mais populares são as inéditas "Hora de Brincar" e "Ursinhos Quadrados", que dá título ao álbum. O disco foi o segundo álbum infantil mais bem vendido de 2013 .E Danny Pink, assim, lançou a turnê "Danny Pink & Os Ursinhos Quadrados", sempre com grande público, percorrendo o Brasil até a atualidade  
Danny Pink possui ainda um vasto número de produtos com sua marca, que vão desde Shampoo, Condicionador, Creme, Gel Para Cabelo Com Gliter, até Perfume, Esmalte, Bonecas, Chaveiros, Anéis, Pulseiras e Colares, Bichinhos de Pelúcia, Kit de decoração para festas e uma linha de calçados pela Angipé.
Em fevereiro de 2017, Danny Pink começou a apresentar na Rede Vida a nova atração da casa, o +SHOW. O programa se destaca por ser mais voltado à área musical e é transmitido todo sábado, a partir das 20h. O programa também possui quadros infantis, como: "Estrela Kids", "Dança Kids" e "A Criança Mais Bonita do Brasil".
Em Abril de 2019 além de comandar o "+ Show" aos sábados, Danny Pink Passou á apresentar também o programa "Mais Vida" nas segundas e sextas ás 20:30 na Rede Vida.
Desde o ano de 2015 Danny Pink é madrinha da ala infantil da escola de samba Gaviões da Fiel desfilando anualmente no carnaval de São Paulo 

## Vida pessoal
No dia 10 de maio de 2020 Danny Pink anunciou a gravidez de seu primeiro filho, o anúncio foi feito através de uma rede social quando ela completou doze semanas, o nome que ela escolheu para o menino foi Bernardo No dia 25 de novembro de 2020 a apresentadora confirmou o nascimento de seu filho através de seu perfil oficial em uma rede social

## Filmografia
| Ano           | Título                 | Emissora    | Notas                                |
| ------------- | ---------------------- | ----------- | ------------------------------------ |
| 2000 - 2005   | Brincadeira de Criança | TV Thati    | Apresentadora                        |
| 2005 - 2016   | Hora de Brincar        | Rede Vida   | Apresentadora                        |
| 2011 - 2012   | Jovens Talentos Kids   | SBT         | Jurada                               |
| 2013 - 2015   | Super HDB              | Rede Vida   | Apresentadora                        |
| 2014          | Feriadão SBT           | SBT         | Apresentadora Especial em 21/04/2014 |
| 2017 -20      | +SHOW                  | Rede Vida   | Apresentadora                        |
| 2019 -23      | Mais Vida              | Rede Vida   | Apresentadora                        |
| 2023-Presente | Canta Comigo Teen      | Rede Record | Jurada                               |

## Discografia
| Ano  | Título                               | Formato  |
| ---- | ------------------------------------ | -------- |
| 2000 | "Pink"                               | EP       |
| 2007 | "Hora de Brincar"                    | CD       |
| 2010 | "HDB 2"                              | CD       |
| 2011 | "Danny Pink"                         | CD       |
| 2013 | "Danny Pink & Os Ursinhos Quadrados" | CD + DVD |

## Prêmios e indicações
Danny Pink, venceu pela 7ª vez consecutiva, na categoria de "Melhor apresentadora", o prêmio paulista Jovem Brasileiro, numa cerimônia de premiação diversa promovida pela Agência Zapping e idealizada pelo empresário Guto Melo, que organizou o primeiro evento, em 2002, para valorização dos jovens em várias áreas de atuação, como televisão, música e esportes.
| Ano  | Prêmio                      | Categoria                                      | Resultado | Ref    |
| ---- | --------------------------- | ---------------------------------------------- | --------- | ------ |
| 2011 | Prêmio Jovem Brasileiro     | Apresentadora Revelação                        | Vencedora |        |
| 2012 | Prêmio Jovem Brasileiro     | Melhor Apresentadora                           | Vencedora |        |
| 2012 | Prêmio Destaques do Ano     | Destaque do Ano                                | Vencedora | [ 9 ]  |
| 2013 | Prêmio Jovem Brasileiro     | Melhor Apresentadora                           | Vencedora | [ 10 ] |
| 2013 | Troféu Inspiração do Amanhã | referências que inspiram o futuro das crianças | Vencedora | [ 11 ] |
| 2014 | Prêmio Jovem Brasileiro     | Melhor Apresentadora                           | Vencedora |        |
| 2015 | Prêmio Jovem Brasileiro     | Melhor Apresentadora                           | Vencedora |        |
| 2016 | Prêmio Jovem Brasileiro     | Melhor Apresentadora                           | Vencedora |        |
| 2018 | Prêmio Jovem Brasileiro     | Jovem do Ano                                   | Vencedora | [ 12 ] |
| 2018 | Troféu Mulher do Ano        | Mulher do Ano                                  | Vencedora | [ 13 ] |
| 2019 | Prêmio Jovem Brasileiro     | Embaixadora do Instituto Sou Mais Jovem        | Vencedora | [ 14 ] |

## Curiosidades
Seu apelido "Pink" foi dado pelo seu avô, devido as bochechas rosadas que tinha quando criança.